# Sozialwerk St. Georg

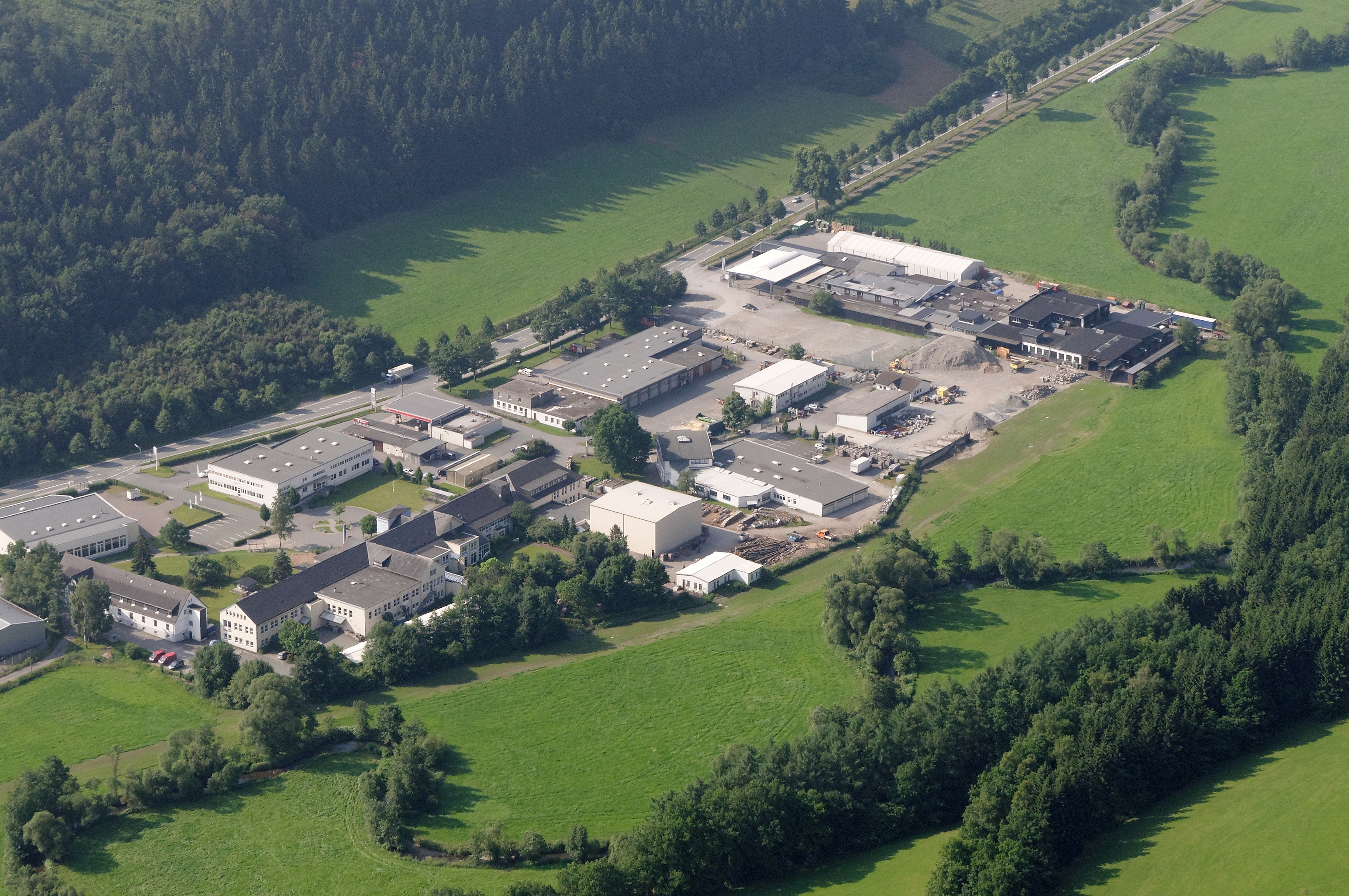
Sozialwerk St. Georg Bauen und Wohnen GmbH, Schmallenberg, Breite Wiese

Das Sozialwerk St. Georg e. V. ist ein dezentral aufgestelltes soziales Dienstleistungsunternehmen mit Sitz in Gelsenkirchen. Es betreibt rund 150 Standorte in Nordrhein-Westfalen und begleitet Menschen mit psychischen Erkrankungen und Behinderungen, mit Suchtproblemen, Pflegebedarf, Autismus und/oder sozialen Schwierigkeiten. Erklärtes Ziel ist es, Menschen mit Assistenzbedarf ein selbstbestimmtes Leben nach ihren Wünschen und Bedürfnissen zu ermöglichen.

## Angebote und Struktur
Das Sozialwerk St. Georg hält Angebote in den Bereichen Wohnen und Leben, Arbeit und Beschäftigung, Alltag und Freizeit, Begleitung und Orientierung, Pflege sowie Bildung und Beratung in weiten Teilen Nordrhein-Westfalens bereit. Diese verteilen sich auf über 150 Angebote in besonderen Wohnformen, in Einrichtungen im Außenwohnungsbereich, in Kontakt- und Beratungsstellen, im Ambulant Betreuten Wohnen, in Werk- und Tagesstätten sowie in Inklusionsbetrieben. Zum Konzern gehören mehrere Tochterfirmen, die unter anderem die Bereiche Pflege, Kinder- und Jugendhilfe, Arbeit, Bildung und Beschäftigung, Autismus sowie die kaufmännische und technische Verwaltung von Immobilien des Sozialwerks abdecken.
Zum Vorstand des Sozialwerks St. Georg gehören der Vorstandssprecher Wolfgang Meyer und Thomas Kaczmarek.

## Geschichte
Am 13. Juni 1952 gründeten zwei Geistliche und acht Laien der katholischen Pfarrei St. Barbara im Gelsenkirchener Stadtteil Buer-Erle den „Jugendwohnheim-Verein-Erle“. Der Verein setzte sich zur Aufgabe, „ledigen Bergleuten von 18 bis 25 Jahren aus dem Geiste christlicher Hilfebereitschaft ein Heim zu schaffen und zu erhalten, in dem sie Unterkunft und Verpflegung erhalten.“
Zwischen 1954 und 1964 beherbergte der Verein in seinen Häusern 4.300 Personen aus 25 Nationen. Der Niedergang des Steinkohlebergbaus und die Stilllegung der Schachtanlagen der Zeche Graf Bismarck bedeutete das Aus für die sogenannten „Knappenheime“. Für die künftige Nutzung der Häuser fand der damalige Vorstand jedoch eine schnelle Lösung, indem er Verbindung zum Landschaftsverband Westfalen-Lippe (LWL) aufnahm. Dieser suchte dringend „Heime“, um die immer größer werdenden Probleme der Landeskrankenhäuser zu lösen, in denen die Zahl der reinen „Pflegefälle“ ständig anwuchs. So wurden bereits im März 1966 die ersten „Patienten“ an der Borgswiese in Gelsenkirchen untergebracht.
Der Landschaftsverband unterstützte und forcierte ein schnelles Wachstum des Unternehmens. Im September 1967 gab es in Gelsenkirchen bereits elf stationäre Wohnhäuser mit 720 „Patienten“. Die Ausweitung über die Stadtgrenzen von Gelsenkirchen ließ nicht lange auf sich warten: Ende 1969 standen bereits die Standorte in Oberkirchen, Lippborg und Ascheberg fest. Im Jahr 1970 wurde das Unternehmen dann mit Beschluss der Generalversammlung des Vereins korporatives Mitglied des Caritasverbandes Gelsenkirchen. Zudem erhielt es seinen heutigen Namen: „Sozialwerk St. Georg e. V.“
Bundesweite Beachtung fand das Sozialwerk St. Georg Anfang der 1980er Jahre durch Vorwürfe des Subventionsbetruges in Millionenhöhe sowie der Korruption und des Missmanagements. Der frühere Direktor des Sozialwerkes Johannes Hennemeyer wurde 1985 wegen Betrug und Veruntreuung zu achteinhalb Jahren Haft verurteilt.
Ab 1984 wurde die innere Umstrukturierung des Sozialwerks eingeleitet. Die eher auf Verwahrung ausgerichtete Psychiatrieeinrichtung alten Stils wurde umgebaut zu einem differenzierten, bedarfsgerechten und auf Förderung der Menschen ausgerichteten Betreuungsangebotes. Hierzu gehörte ein Bündel von Maßnahmen: Belegungsabbau mit dem Ziel der Verbesserung der Lebensqualität, Personalumschichtungen, Einstellungen von Fachpersonal und Qualifizierung des vorhandenen Personals oder die Öffnung nach außen. Hinzu kamen Angebote für Arbeit, Beschäftigung und Freizeitgestaltung.
Seit den 1990er Jahren entwickelte das Sozialwerk St. Georg neue Einrichtungen und Angebote. Das Assistenzkonzept Qualität des Lebens, das im Jahr 2012 eingeführt wurde, zielt darauf, die persönlichen Wünsche und Bedürfnisse des jeweiligen Klienten, der jeweiligen Klientin durch systematische Interviews zu erfassen. Die Befragten geben dabei an, was sie aus ihrer Sicht brauchen, um ihre Ziele zu erreichen und ihre Lebensqualität zu verbessern. Auf Grundlage der Interview-Ergebnisse können der Unterstützungsbedarf ermittelt und konkrete Maßnahmen entwickelt werden, die es ermöglichen, das jeweilige Ziel zu erreichen.
2020 schloss das Sozialwerk St. Georg sein Wohnangebot mit 25 Wohnungen in Gelsenkirchen-Erle aufgrund fehlender Nachfrage und Finanzierung. 2021 eröffnete das Sozialwerk St. Georg zwei neue Pflege-Wohngemeinschaften für 16 Seniorinnen und Senioren. Der Wohnkomplex beinhaltet zudem 14 sozial geförderte Wohnungen und eine Sozialstation. Im August 2022 eröffnete das Sozialwerk St. Georg die integrative Kindertagesstätte „Kleine Knappen“ auf dem Gelände des Schachts Graf Bismarck, auf dem auch die Verwaltung sowie mehrere Wohneinheiten des Sozialwerks St. Georg zu finden sind. Ebenfalls im August 2022 eröffnete das neue Berufsbildungszentrum der Emscher-Werkstatt in Gelsenkirchen-Resse.

## Stiftung
Die eigenständige, gemeinnützige und ehrenamtlich geführte Stiftung Sozialwerk St. Georg unterstützt Projekte aus dem Unternehmen, die die Teilhabechancen von Menschen mit Assistenzbedarf verbessern. Sie wurde im Jahr 2001 gegründet und nahm 2002 die Arbeit auf. Der ehrenamtliche Vorstand besteht aus Dieter Czogalla und seiner Stellvertreterin Gitta Bernshausen.